# نويفا نومانسيا (محطة مترو أنفاق مدريد)
نويفا نومانسيا (بالإسبانية: Nueva Numancia)‏ هي محطة مترو أنفاق في مدريد في إسبانيا، تقع على الخط رقم 1.